# Poleana, Bahciîsarai
Poleana (în ucraineană Поляна) este un sat în comuna Holubînka din raionul Bahciîsarai, Republica Autonomă Crimeea, Ucraina.

## Demografie
Componența lingvistică a localității Poleana
     Rusă (34,32%)
     Ucraineană (14,83%)
     Tătară crimeeană (1,27%)
Conform recensământului din 2001, nu exista o limbă vorbită de majoritatea populației, aceasta fiind compusă din vorbitori de rusă (34,32%), ucraineană (14,83%) și tătară crimeeană (1,27%).